# Arthur Cheysson
Pour les articles homonymes, voir Cheysson.
Arthur Cheysson est un acteur français né en 1988.

## Filmographie
- 1997 : Hasards ou Coïncidences de Claude Lelouch